# Dulikhel
Dulikhel é uma cidade do Nepal.